# Horizonte del proyecto
En ingeniería, se entiende por horizonte de proyecto al lapso de tiempo para el cual se estima que el proyecto debe cumplir cabalmente con sus objetivos.
Dentro del cronograma de implementación del proyecto pueden estar contempladas varias etapas, con la finalidad de dosificar la inversión inicial, y adaptar las dimensiones de las obras a la efectiva demanda de un determinado servicio.

## Ejemplo
Si se analiza la implementación de una red de agua potable para una ciudad, y se considera un horizonte de proyecto de 20 años, significa que se deberá considerar el crecimiento estimado de la población en ese lapso de tiempo, y disponer de un plan de ordenamiento urbano para ese mismo período. Las obras principales, como captación, planta de tratamiento, etc. deberán ser diseñadas desde el inicio para la capacidad total al final del horizonte de proyecto.